# Pematang Duku
Pematang Duku is een bestuurslaag in het regentschap Bengkalis van de provincie Riau, Indonesië. Pematang Duku telt 3163 inwoners (volkstelling 2010).